# Sylwester Miernik
Sylwester Miernik (ur. 11 kwietnia 1938 w Skarżysku-Kamiennej, zm. w marcu 2007) – polski samorządowiec i filozof, doktor nauk humanistycznych, w latach 1994–1998 prezydent Skarżyska-Kamiennej.

## Życiorys
Absolwent Wydziału Filozofii Katolickiego Uniwersytetu Lubelskiego, gdzie był studentem Karola Wojtyły. Obronił także doktorat. W kadencji 1994–1998 radny rady miejskiej Skarżyska-Kamiennej z listy komitetu prezydenta Jerzego Cukierskiego, przeciwko któremu w 1994 ubiegał się o prezydenturę. Od 28 listopada 1994 do jesieni 1998 roku pełnił funkcję prezydenta miasta. W 2006 ubiegał się o mandat w radzie powiatu skarżyskiego z listy lokalnego komitetu.
Był oskarżonym w procesie o nadużycie władzy i zaufania w czasie sprawowania urzędu. W 2005 nieprawomocnie skazano go na 1,5 roku pozbawienia wolności w zawieszeniu. Zmarł w marcu 2007.

## Życie prywatne
Zawarł związek małżeński, którego udzielił mu Karol Wojtyła.